# Thysanoprymna roseocincta
Thysanoprymna roseocincta is een beervlinder uit de familie van de spinneruilen (Erebidae). De wetenschappelijke naam van de soort is voor het eerst geldig gepubliceerd in 1920 door Adalbert Seitz.